# Songxi (socken i Kina)
Songxi (kinesiska: 松溪乡, 松溪) är en socken i Kina. Den ligger i provinsen Sichuan, i den sydvästra delen av landet, omkring 370 kilometer nordost om provinshuvudstaden Chengdu. Antalet invånare är 8 982. Befolkningen består av 4 378 kvinnor och 4 604 män. Barn under 15 år utgör 23,0 %, vuxna 15-64 år 65 %, och äldre över 65 år 10,0 %.
Genomsnittlig årsnederbörd är 1 409 millimeter. Den regnigaste månaden är juli, med i genomsnitt 293 mm nederbörd, och den torraste är december, med 5 mm nederbörd.